# Ectoedemia phleophaga
Bướm đêm chestnut Phleophagan (Ectoedemia phleophaga) là một loài bướm đêm in the Nepticulidae. Nó là loài đặc hữu của Hoa Kỳ, ở đó nó was known from Virginia.
Sải cánh dài 9–10 mm. Adults were on wing during tháng 9.